# Lega Pro Prima Divisione 2008–09
Temporada 2008-2009, edición n.º 31 de la Lega Pro Prima Divisone (Serie C1), tercer nivel de fútbol en Italia.
El torneo está compuesto por 36 equipos divididos en dos grupos de 18 equipos.

## Participantes
- Descendidos de la Serie B:

Ravenna Calcio y AC Cesena (Repescado el US Avellino en la Serie B por el descenso de FC Messina y Spezia Calcio en la Serie D)
- Ascensos directos Serie C2:

AC Reggiana, Benevento Calcio y US Pergocrema.
- Ascensos playoff Serie C2:

AC Lumezzane, Calcio Portogruaro-S. y Real Marcianise.
- Descendidos de la Serie C1:

SS Manfredonia, AC Sangiovannese y AC Martina
- Desendidos por problemas económicos de la Serie C1:

US Massese 1919 y AS Lucchese-Libertas.
- Repescados Serie C1:

Pro Patria Calcio, Calcio Lecco, SS Lanciano, SPAL 1907, AC Pro Sesto.

## Equipos

### Girone A
| Club                       | Ciudad                   | Estadio                      | Capacidad |
| -------------------------- | ------------------------ | ---------------------------- | --------- |
| A.C. Cesena                | Cesena                   | Stadio Dino Manuzzi          | 23,860    |
| U.S. Cremonese             | Cremona                  | Stadio Giovanni Zini         | 22,000    |
| Calcio Lecco 1912          | Lecco                    | Stadio Rigamonti-Ceppi       | 4,977     |
| A.C. Legnano               | Legnano                  | Stadio Giovanni Mari         | 6,600     |
| A.C. Lumezzane             | Lumezzane                | Nuovo Stadio Comunale        | 4,150     |
| A.C. Monza Brianza 1912    | Monza                    | Stadio Brianteo              | 18,568    |
| Novara Calcio              | Novara                   | Stadio Silvio Piola          | 8,810     |
| Calcio Padova              | Padua                    | Stadio Euganeo               | 9,981     |
| U.S. Pergocrema 1932       | Crema                    | Stadio Giuseppe Voltini      | 3,490     |
| Calcio Portogruaro-Summaga | Portogruaro              | Stadio Pier Giovanni Mecchia | 2,500     |
| Pro Patria                 | Busto Arsizio            | Stadio Carlo Speroni         | 3,999     |
| A.C. Pro Sesto             | Sesto San Giovanni       | Stadio Breda                 | 4,500     |
| Ravenna Calcio             | Ravenna                  | Stadio Bruno Benelli         | 12,020    |
| A.C. Reggiana 1919         | Reggio Emilia            | Stadio Giglio                | 29,546    |
| S.S. Sambenedettese Calcio | San Benedetto del Tronto | Stadio Riviera delle Palme   | 22,000    |
| SPAL 1907                  | Ferrara                  | Stadio Paolo Mazza           | 19,000    |
| S.S.C. Venezia             | Venezia                  | Stadio Pierluigi Penzo       | 10,500    |
| Hellas Verona F.C.         | Verona                   | Stadio Marcantonio Bentegodi | 39,211    |

### Girone B
| Club                      | Ciudad                  | Estadio                   | Capacidad |
| ------------------------- | ----------------------- | ------------------------- | --------- |
| A.C. Arezzo               | Arezzo                  | Stadio Città di Arezzo    | 13,128    |
| Benevento Calcio          | Benevento               | Stadio Santa Colomba      | 18,927    |
| S.S. Cavese 1919          | Cava de' Tirreni        | Stadio Simonetta Lamberti | 16,000    |
| F.C. Crotone              | Crotone                 | Stadio Ezio Scida         | 9,631     |
| U.S. Foggia               | Foggia                  | Stadio Pino Zaccheria     | 25,000    |
| Foligno Calcio            | Foligno                 | Stadio Enzo Blasone       | 5,650     |
| Gallipoli Calcio          | Gallipoli               | Stadio Antonio Bianco     | 5,000     |
| S.S. Juve Stabia          | Castellammare di Stabia | Stadio Romeo Menti        | 10,400    |
| Real Marcianise Calcio    | Marcianise              | Stadio Progreditur        | 3,000     |
| Paganese Calcio 1926      | Pagani                  | Stadio Marcello Torre     | 6,000     |
| Perugia Calcio            | Perugia                 | Stadio Renato Curi        | 28,000    |
| Pescara Calcio            | Pescara                 | Stadio Adriatico          | 22,260    |
| A.C. Pistoiese            | Pistoia                 | Stadio Marcello Melani    | 13,195    |
| Potenza S.C.              | Potenza                 | Stadio Alfredo Viviani    | 6,000     |
| Sorrento Calcio           | Sorrento                | Stadio Italia             | 3,600     |
| Taranto Sport             | Taranto                 | Stadio Erasmo Iacovone    | 28,000    |
| Ternana Calcio            | Terni                   | Stadio Libero Liberati    | 20,095    |
| S.S. Virtus Lanciano 1924 | Lanciano                | Stadio Guido Biondi       | 7,500     |

## Clasificaciones

### Grupo A
|  |     | Gr.A           | Pt | G  | V  | N  | P | GF | GS | DR  |
|  | --- | -------------- | -- | -- | -- | -- | - | -- | -- | --- |
|  | 1.  | Pro Patria     | 33 | 17 | 10 | 3  | 4 | 29 | 14 | +15 |
|  | 2.  | SPAL           | 29 | 17 | 7  | 8  | 2 | 21 | 12 | +9  |
|  | 3.  | Cesena         | 28 | 17 | 8  | 4  | 5 | 23 | 16 | +7  |
|  | 4.  | Novara         | 28 | 17 | 7  | 6  | 4 | 22 | 16 | +6  |
|  | 5.  | Reggiana       | 27 | 17 | 7  | 6  | 4 | 18 | 19 | -1  |
|  | 6.  | Padova         | 26 | 17 | 7  | 5  | 5 | 22 | 19 | +3  |
|  | 7.  | Verona         | 23 | 17 | 5  | 8  | 4 | 18 | 17 | +1  |
|  | 8.  | Cremonese      | 23 | 17 | 6  | 5  | 6 | 21 | 19 | +2  |
|  | 9.  | Pro Sesto      | 22 | 17 | 5  | 7  | 5 | 17 | 21 | -4  |
|  | 10. | Lumezzane      | 21 | 17 | 5  | 7  | 5 | 19 | 16 | +3  |
|  | 11. | Monza          | 19 | 17 | 4  | 7  | 6 | 20 | 26 | -6  |
|  | 12. | Pergocrema     | 19 | 17 | 3  | 10 | 4 | 12 | 14 | -2  |
|  | 13. | Portogruaro    | 19 | 17 | 5  | 4  | 8 | 17 | 25 | -8  |
|  | 14. | Ravenna        | 19 | 17 | 4  | 7  | 6 | 18 | 23 | -5  |
|  | 15. | Legnano        | 17 | 17 | 4  | 5  | 8 | 20 | 27 | -7  |
|  | 16. | Venezia        | 16 | 17 | 4  | 6  | 7 | 19 | 18 | +1  |
|  | 17. | Sambenedettese | 16 | 17 | 4  | 4  | 9 | 11 | 21 | -10 |
|  | 18. | Lecco          | 15 | 17 | 2  | 9  | 6 | 14 | 18 | -4  |

### Grupo B
|  |     | Gr.B            | Pt | G  | V  | N | P | GF | GS | DR  |
|  | --- | --------------- | -- | -- | -- | - | - | -- | -- | --- |
|  | 1.  | Gallipoli       | 34 | 17 | 10 | 4 | 3 | 29 | 17 | +12 |
|  | 2.  | Arezzo          | 32 | 17 | 9  | 5 | 3 | 31 | 17 | +14 |
|  | 3.  | Benevento       | 30 | 17 | 8  | 6 | 3 | 27 | 18 | +9  |
|  | 4.  | Crotone         | 30 | 17 | 9  | 3 | 5 | 25 | 16 | +9  |
|  | 5.  | Cavese          | 29 | 17 | 8  | 5 | 4 | 22 | 18 | +4  |
|  | 6.  | Foggia          | 26 | 17 | 7  | 5 | 5 | 19 | 18 | +1  |
|  | 7.  | Perugia         | 24 | 17 | 6  | 6 | 5 | 15 | 12 | +3  |
|  | 8.  | Pescara         | 23 | 17 | 6  | 6 | 5 | 19 | 22 | -3  |
|  | 9.  | Real Marcianise | 22 | 17 | 5  | 7 | 5 | 13 | 15 | -2  |
|  | 10. | Virtus Lanciano | 21 | 17 | 6  | 3 | 8 | 24 | 27 | -3  |
|  | 11. | Paganese        | 20 | 16 | 6  | 2 | 8 | 13 | 18 | -5  |
|  | 12. | Ternana         | 19 | 17 | 4  | 7 | 6 | 17 | 18 | -1  |
|  | 13. | Sorrento        | 19 | 17 | 4  | 7 | 6 | 17 | 19 | -2  |
|  | 14. | Taranto}        | 17 | 17 | 4  | 5 | 8 | 16 | 21 | -7  |
|  | 15. | Juve Stabia     | 16 | 16 | 4  | 6 | 6 | 14 | 19 | -5  |
|  | 16. | Foligno         | 14 | 17 | 2  | 8 | 7 | 13 | 21 | -8  |
|  | 17. | Pistoiese       | 14 | 17 | 2  | 8 | 7 | 10 | 20 | -10 |
|  | 18. | Potenza         | 11 | 17 | 3  | 5 | 9 | 12 | 18 | -6  |